# Smeaton
Smeaton is een plaats in de Australische deelstaat Victoria en telt 250 inwoners (2006).